# フーモア
株式会社フーモア（英文社名：whomor inc）は、東京都中央区銀座に本社を置く、漫画、イラスト、アニメーション等の制作会社。
国内外のゲーム事業を主とする事業体に対してアートリソースを提供する企業である。
自社開発のクラウドソーシングシステムを通して、国内外のクリエイターに仕事を紹介し、クローズドタイプのクラウドソーシングとして事業を行っている。

## 概要
フーモアは2011年にアクセンチュア出身の芝辻幹也により設立された会社。クラウドソーシングを使った漫画、イラスト、アニメーション、ゲームクリエイティブなどの制作事業で業容を拡大させ、2018年にジュピターテレコムと資本業務提携契約を締結。同年東京工業大学と連携するみらい創造機構等から出資を受け、2020年にはPreferred Networksから出資を受けた。2021年にはアカツキから追加出資を受け同社の香田哲朗が取締役に就任。

## 沿革
- 2011年 株式会社フーモアを設立[3]。
- 2012年 クラウドソーシング事業を開始[8]。
- 2015年 VC・事業会社より総額2億円の第三者割当増資を実施

## 事業内容
- クラウドソーシング事業
- 漫画事業
- メディア事業
- ウェブトゥーン事業